# William Cox (zapaśnik)
William John Cox (ur. 19 marca 1884, zm. 1975) – brytyjski zapaśnik walczący w stylu wolnym. Olimpijczyk z Londynu 1908, gdzie zajął dziewiąte miejsce w wadze koguciej.
Jego brat John Cox, był również zapaśnikiem z tych samych igrzysk. 

## Letnie Igrzyska Olimpijskie 1908
| Konkurencja      | Rundy eliminacyjne        | Klas. końcowa |
| Konkurencja      | 1/8                       | Miejsce       |
| ---------------- | ------------------------- | ------------- |
| 54 kg styl wolny | Frederick Tomkins (GBR) P | 9.            |